# Intervallskattning
Intervallskattning är inom statistik en parameterskattning som ges i form av ett intervall, till exempel  "andelen personer med egenskapen x är mellan 5 och 10 procent". Intervallen kan vara av olika typer, såsom konfidens-, prediktions- eller toleransintervall.